# 木曾好能
木曾 好能（きそ よしのぶ、1937年1月10日 - 1994年10月3日）は、日本の哲学研究者、元京都大学文学部教授。
専門はイギリス哲学。京都大学文学部卒業。1973年京都大学文学部哲学科助教授、1988年教授となり、デイヴィッド・ヒュームの『人間本性論』第1巻（法政大学出版局、1995年）を訳したところで胃がんのため死去。

## 翻訳
- デイヴィッド・ヒューム『人間本性論』第1巻、法政大学出版局、1995年2月。ISBN 978-4588120817